# Paratropis tuxtlensis
Paratropis tuxtlensis és una espècie d'aranyes de la família dels paratropídids (Paratropididae), conegudes en anglès com a baldlegged spiders. Descobertes el 2014 per un grup d'investigadors de la Universitat Nacional Autònoma de Mèxic, l'espècie només s'ha trobat en el volcà San Martin de l'Estat de Veracruz a Mèxic, zona reconeguda com a reserva de la biosfera.<
El nom d'espècie P. tuxtlensis deriva de Los Tuxtlas (Veracruz), el lloc on es van trobar.

## Descripció
L'holotip del mascle fa 8,20 mil·límetres de longitud, i el paratip de la femella, 12.90 mil·límetres. Quan es neteja de terra el cos és vermellós, amb una coloració taronja en els seus quelícers, estern, endites i làbium. Les potes són de color oliva i fileres grogues.
Paratropis tuxtlensis És distingit de P. papilligera, l'altra espècie de Paratropis de la que només es coneix el mascle, per la tíbia cònica en lloc de cilíndrica i pel nombre de dents en el quelícers: P. tuxtlensis en té un total de 20 mentre P. papilligera té 24 dents. L'espècie té un a closca orbicular i les cames estan cobertes de pèls.

## Gamma i hàbitat

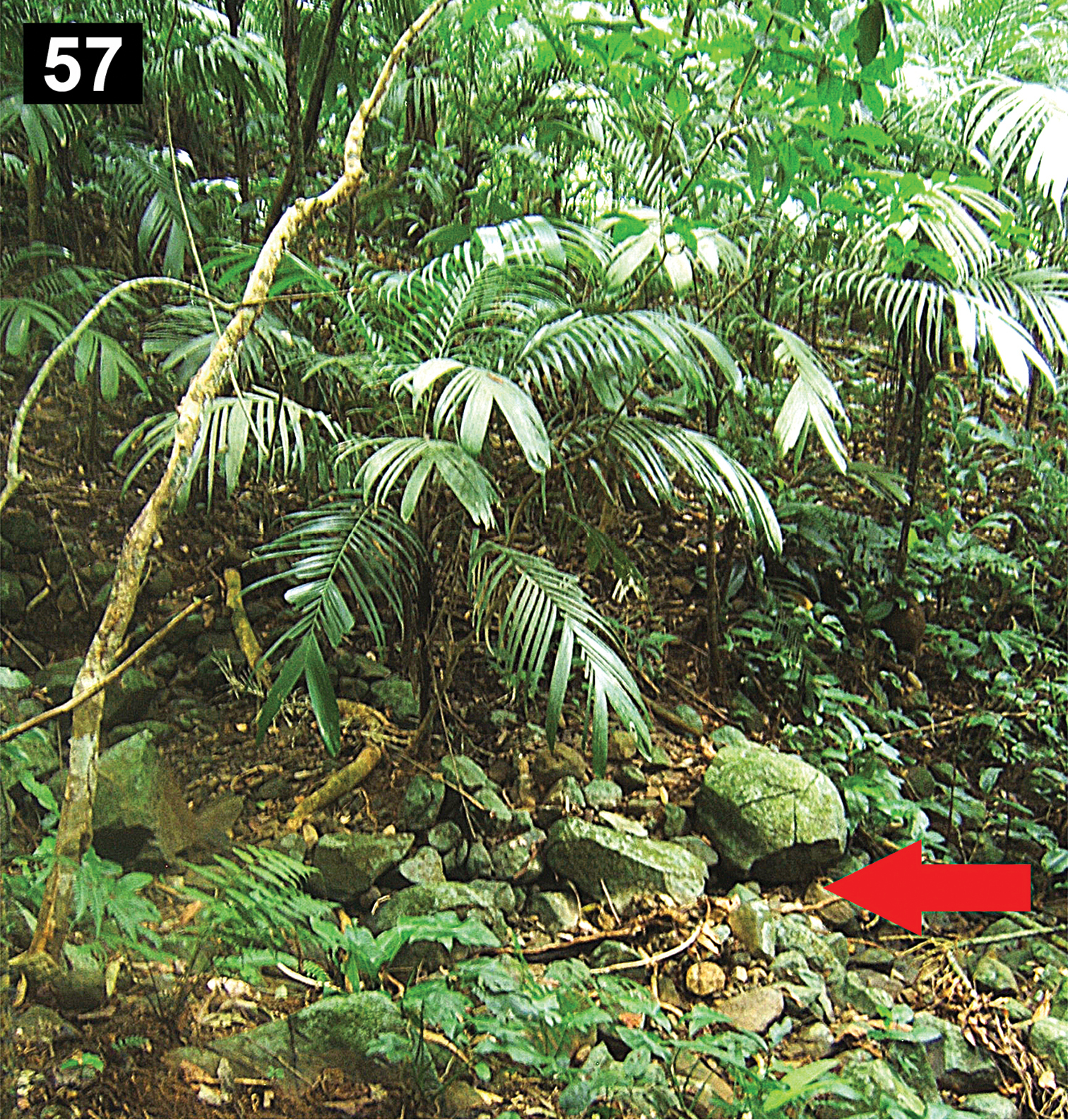
Paratropis tuxtlensis Hàbitat i microhabitat sota boulders (fletxa)

P. tuxtlensis és el primer exemplar de la família Paratropididae trobat a Amèrica del Nord. És nativa de la selva tropical de l'Estat de Veracruz (Mèxic. El primers exemplars van ser descoberts sota roques en una zona a 1.039 metres d'altura; dos individus més van ser recol·lectats més avall.

## Comportament
P. tuxtlensis excreta una substància enganxosa en una glàndula exocrina que té en el seu exoesquelet, i així "maquilla" al seu cos. Això probablement serveix com a forma de camuflatge com a depredador i com a possible presa.